# Thomas Davis (baloncestista)
Thomas Ray Davis (Lufkin, Texas, 19 de enero de 1991) es un jugador de baloncesto estadounidense que actualmente se encuentra sin equipo. Con 1,98 metros de estatura, juega en la posición de alero.

## Trayectoria deportiva
Es un jugador formado en la Richland College desde 2009 a 2011 y en 2011 jugaría durante dos temporadas con Southwestern Oklahoma State Bulldogs (2011-2013) en la NCAA II.
Tras no ser drafteado en 2013, se marcharía Lituania para jugar en la segunda división de aquel país en las filas del BC Ežerūnas.
En la temporada 2014-15 firma por el BC Nevėžis de la LKL.
Desde 2016 a 2019 el escolta de Texas jugaría en el Polpharma Starogard Gdański de la Polska Liga Koszykówki.
En verano de 2019, firma por el Wilki Morskie Szczecin de la Polska Liga Koszykówki con el que promedia 15.2 puntos y 7 rebotes en la liga doméstica.
El 26 de junio de 2020, renueva por una temporada por el conjunto polaco, tras promediar 8.4 puntos, 4.7 rebotes y 2.8 asistencias por encuentro. en su primera temporada con Wilki Morskie Szczecin.